# Garpunkt
Als Garpunkt wird in der lebensmittelverarbeitenden Branche der Zeitpunkt der optimalen Garstufe bezeichnet. Diese Bezeichnung ist jedoch subjektiv und variiert je nach Lebensmittel und persönlichem Geschmack. Die einzig messbare Definition von „gar“ bei der Zubereitung von Fleisch ist die Gerinnungstemperatur von Proteinen. Im Allgemeinen geht man von einer Gerinnungstemperatur von 70 °C für Proteine aus, welche damit dem Garpunkt für zartes Fleisch entspricht.